# Rövarnas visa
Rövarnas visa är en sång skriven av Thorbjørn Egner, till Folk och rövare i Kamomilla stad, som hade scenpremiär 1956. Sången handlar om rövarna Kasper, Jesper och Jonatan som nattetid beger sig till Kamomilla stad för att stjäla. Ulf Peder Olrog och Håkan Norlén gav sången text på svenska.

### Fotnoter
1. ↑  Palm Anders, Stenström Johan, red (1999). Barnens svenska sångbok. Stockholm: Bonnier. Libris 8345222. ISBN 91-0-057050-8 (inb.)